# Boule de sable
La boule de sable est un jeu de boules pratiqué exclusivement en bord de Loire. Seules une petite quinzaine de sociétés de boule de sable existent en France, toutes comprises entre Nantes, Angers et Cholet. Bien que l'origine du jeu soit incertaine, on attribue sa création aux mariniers qui s'arrêtaient jouer sur les bancs de sable de la Loire. Le but du jeu est de rapprocher ses boules en bois le plus près possible du maître (petit ou cochonnet), dans des bacs de sable. Depuis 2012, la boule de Sable figure à l'Inventaire du patrimoine culturel immatériel français.  

## Aire de jeu
La boule de sable se pratique sur une aire de sable de 13,5 m de long sur 2,5 m de large, divisée en 2 jeux de 4,5 m de longueur. Le sable y est présent sur une épaisseur de 30 centimètres.

## Les boules
Pesant entre 1,5 et 2,3 kg pour un diamètre compris entre 14,5 cm à 16,5 cm, elles sont traditionnellement fabriquées en bois. De par le risque qu'elles ont de se fendre, elles restent immergées en permanence, même lors de déplacement. Elles sont munies d'un trou pour le lancer.

## Règles
Contrairement à la pétanque ou aux autres jeu de boules, la boule de sable ne se joue qu'avec une boule par personne, en 2 équipes de 2 ou 3 joueurs. Le premier joueur lance le maître, une petite boule en bois, puis lance sa boule. Un joueur de l'équipe adverse lance alors la sienne. Celui des deux qui a lancé le plus loin du maître fait jouer son partenaire et ainsi de suite jusqu'à ce que toutes les boules soient lancées. L'équipe dont la boule est la plus près du maître emporte un point. Une partie se joue en 11 ou 15 points.
Le jeu des boules de sables est aussi organisé autour de concours. Cette pratique possède en outre son propre vocabulaire.